# اترک، بلخان
اترک (به ترکمنی: Etrek، اترک) یک منطقهٔ مسکونی در ترکمنستان است که بر روی رود اترک و مرز با ایران در استان بلخان واقع شده‌است. اترک۲۹ متر بالاتر از سطح دریا واقع شده‌است.
تا پیش از سال ۱۹۹۹، نام این شهر، قزل‌اترک (به ترکمنی: Gyzyletrek، قیٛزیٛل‌اترک) بود. گفته شده است که «قزل»، به معنای قرمز، در زمان شوروی برای ارج نهادن کمونیسم به نام این شهر اضافه شده بود.

## آب و هوا
اترک دارای آب و هوا‌ی بیابانی است.
| داده‌های اقلیم قزل‌اترک             | داده‌های اقلیم قزل‌اترک | داده‌های اقلیم قزل‌اترک | داده‌های اقلیم قزل‌اترک | داده‌های اقلیم قزل‌اترک | داده‌های اقلیم قزل‌اترک | داده‌های اقلیم قزل‌اترک | داده‌های اقلیم قزل‌اترک | داده‌های اقلیم قزل‌اترک | داده‌های اقلیم قزل‌اترک | داده‌های اقلیم قزل‌اترک | داده‌های اقلیم قزل‌اترک | داده‌های اقلیم قزل‌اترک | داده‌های اقلیم قزل‌اترک |
| ماه                               | ژانویه                | فوریه                 | مارس                  | آوریل                 | مه                    | ژوئن                  | ژوئیه                 | اوت                   | سپتامبر               | اکتبر                 | نوامبر                | دسامبر                | سال                   |
| --------------------------------- | --------------------- | --------------------- | --------------------- | --------------------- | --------------------- | --------------------- | --------------------- | --------------------- | --------------------- | --------------------- | --------------------- | --------------------- | --------------------- |
| میانگین بیش‌ترین °C (°F)           | ۱۱٫۲ (۵۲)             | ۱۲٫۹ (۵۵)             | ۱۶٫۸ (۶۲)             | ۲۳٫۴ (۷۴)             | ۲۹٫۶ (۸۵)             | ۳۳٫۹ (۹۳)             | ۳۵٫۶ (۹۶)             | ۳۵٫۲ (۹۵)             | ۳۲٫۰ (۹۰)             | ۲۵٫۶ (۷۸)             | ۱۹٫۴ (۶۷)             | ۱۴٫۰ (۵۷)             | ۲۴٫۱۳ (۷۵٫۳)          |
| میانگین روزانه °C (°F)            | ۵٫۴ (۴۲)              | ۶٫۵ (۴۴)              | ۱۰٫۲ (۵۰)             | ۱۶٫۲ (۶۱)             | ۲۱٫۹ (۷۱)             | ۲۶٫۲ (۷۹)             | ۲۸٫۵ (۸۳)             | ۲۸٫۳ (۸۳)             | ۲۴٫۸ (۷۷)             | ۱۸٫۰ (۶۴)             | ۱۲٫۳ (۵۴)             | ۷٫۷ (۴۶)              | ۱۷٫۱۷ (۶۲٫۸)          |
| میانگین کم‌ترین °C (°F)            | ۱٫۰ (۳۴)              | ۱٫۶ (۳۵)              | ۵٫۳ (۴۲)              | ۱۰٫۷ (۵۱)             | ۱۵٫۵ (۶۰)             | ۲۰٫۲ (۶۸)             | ۲۳٫۰ (۷۳)             | ۲۲٫۸ (۷۳)             | ۱۸٫۸ (۶۶)             | ۱۱٫۹ (۵۳)             | ۶٫۸ (۴۴)              | ۳٫۳ (۳۸)              | ۱۱٫۷۴ (۵۳٫۱)          |
| بارندگی میلی‌متر (اینچ)            | ۲۳ (۰٫۹۱)             | ۲۱ (۰٫۸۳)             | ۳۳ (۱٫۳)              | ۲۱ (۰٫۸۳)             | ۱۸ (۰٫۷۱)             | ۳ (۰٫۱۲)              | ۴ (۰٫۱۶)              | ۵ (۰٫۲)               | ۸ (۰٫۳۱)              | ۱۴ (۰٫۵۵)             | ۲۱ (۰٫۸۳)             | ۲۳ (۰٫۹۱)             | ۱۹۴ (۷٫۶۶)            |
| میانگین روزهای بارندگی (≥ ۰.۱ mm) | ۷                     | ۶                     | ۷                     | ۵                     | ۴                     | ۱                     | ۱                     | ۱                     | ۲                     | ۴                     | ۵                     | ۶                     | ۴۹                    |
| درصد رطوبت                        | ۷۶                    | ۷۳                    | ۷۱                    | ۶۶                    | ۶۰                    | ۵۶                    | ۶۰                    | ۶۱                    | ۶۰                    | ۶۰                    | ۷۰                    | ۷۷                    | ۶۵٫۸                  |
| منبع: NOAA (1961-1990)            |                       |                       |                       |                       |                       |                       |                       |                       |                       |                       |                       |                       |                       |